# Vestido saco
El vestido saco es un tipo de indumentaria femenina que recibe su nombre por su diseño similar al de un saco o una bolsa.
Su hechura se caracteriza por una holgura de anchura diversa a la altura de la cintura que vuelve a estrecharse a la altura de las piernas. Fue inventado por Cristóbal Balenciaga en los años 1950 provocando un gran escándalo, y relanzado posteriormente por Christian Dior. El vestido saco de cóctel diseñado por Balenciaga en 1957 en crêpe gris es un modelo que resaltaba la espalda y la cadera estrechándose por debajo de las rodillas. En la actualidad, se considera un referente en el mundo de la moda.
Los diseñadores contemporáneos siguen presentando vestidos saco en sus colecciones en diversos cortes y materiales tales como algodón, pana, etc.